# Rikard Andreasson
Rikard Andreasson, né le 22 janvier 1979, est un fondeur suédois qui a commencé sa carrière en 2000.

## Biographie
Il fait ses débuts en Coupe du monde en mars 2001. En 2006, il obtient son premier top 10 en carrière en terminant sixième du 90 km classique à Mora en Suède. En novembre 2008, il monte sur son premier et seul podium en Coupe du monde en terminant deuxième de Gällivare.
En tant que spécialiste des courses marathon, il a notamment pris la deuxième place de la Marcialonga en 2006. Son activité au haut niveau se termine en 2012, n'ayant été retenu pour la saison 2012-2013 des courses longue distance.
Il est surnommé « Lille Skutt » en Suède. 

## Palmarès

### Coupe du monde
- Meilleur classement général : 96e en 2006.
- Meilleur résultat individuel : 6e.
- 1 podium en relais : 1 deuxième place.